# ميلان-سان ريمو 1964
ميلان-سان ريمو 1964 هو سباق دراجات هوائية أقيم بتاريخ 19 مارس 1964، تكون السباق من مرحلة واحدة وامتدّ لمسافة 288 كم بسرعة 43.420 كم/س، استغرق السباق 6 ساعة 37 دقيقة 59 ثانية. فاز به البريطاني توم سيمبسون وحلّ ثانيا الفرنسي رايمون بوليدور.

## الترتيب
| م                     | الدرّاج         | البلد           | الزمن                    |
| --------------------- | -------------- | --------------- | ------------------------ |
| الفائز بالترتيب العام | توم سيمبسون    | المملكة المتحدة | 6 ساعة 37 دقيقة 59 ثانية |
| الثاني                | رايمون بوليدور | فرنسا           |                          |